# Nicolas Truit
Nicolas Truit est un peintre français, né à Dunkerque le 4 juin 1737 et mort à Saint-Omer le 27 février 1785. 
Enfant abandonné, il étudie à Bruges et à Paris. Il revient à Dunkerque en 1768 pour y ouvrir la première école de peinture et de dessin de la ville en 1769. À partir de 1777, il dirige l'école de peinture et de dessin de Saint-Omer.